# Willem Andreas de Caters
Pour les articles homonymes, voir Caters (de).
Willem Andreas de Caters, né le 30 novembre 1773 à Anvers et mort le 9 février 1859 à Anvers, est un militaire et homme politique. 

## Biographie
Guillaume André de Caters est le fils de Jean Pierre Ernest de Caters, seigneur de Cadnel, et de Johanna Marie d'Henssens. Il est le frère de Pierre Joseph de Caters. Marié avec Eulalie van Asten, il est le grand-père de Charles du Bois de Vroylande.
Officier, il sert successivement dans les armées autrichienne, française et néerlandaise. 
Membre de la Seconde Chambre des États généraux du royaume des Pays-Bas pour la province d'Anvers de 1815 à 1818, il siège au Conseil provincial et à l'exécutif provincial de cette province. En novembre 1828, il devient bourgmestre d'Anvers, en remplacement du populaire Florent van Ertborn, devenu gouverneur d'Utrecht.

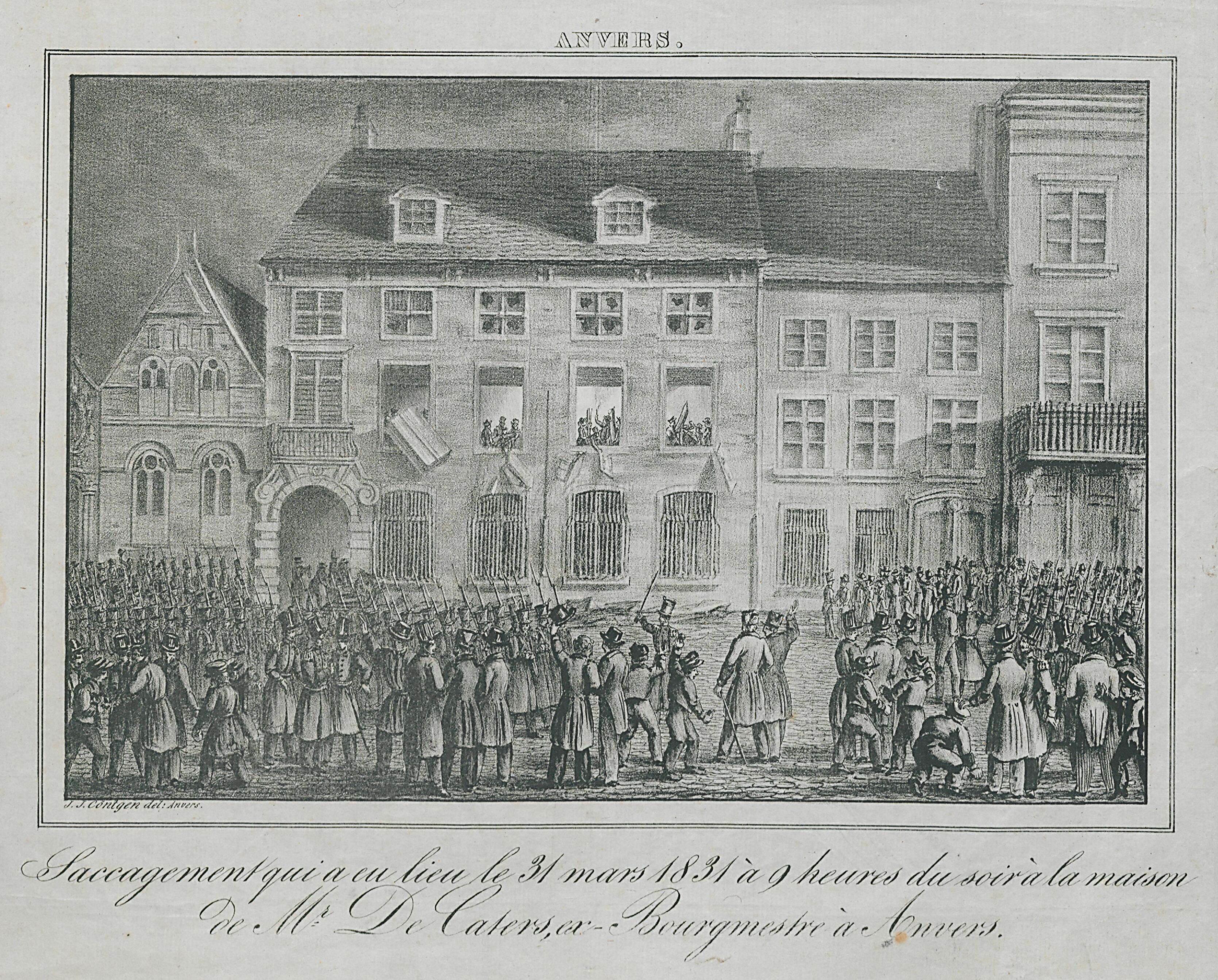
Pillage et destruction de la maison de Caters à Anvers, le 31 mars 1831.

Après les émeutes de Bruxelles en septembre 1830, l'armée gouvernementale cède la place à la violence partout. L'armée conserve le contrôle de la citadelle d'Anvers, mais la garde de la ville se rend également. Caters se réfugie en Gueldre le 26 octobre et est remplacé par trois bourgmestres intérimaires qui se succèdent rapidement : Frans Antoon Verdussen (nl), Antoine Dhanis van Cannart et Alexis Gleizes. Par la suite, De Caters a un successeur définitif en la personne de Gérard Le Grelle. En mars 1831, il essaye de revenir, mais la menace reste trop grande, sa maison est pillée et il se retire à Aix-la-Chapelle.
Quelques années plus tard, la paix revenue, il revient et achète une ferme à Halle, à 20 kilomètres de la ville, où il fait construire un château avec parc. 
Il est commandeur de l'ordre du Lion néerlandais en 1843.

## Distinctions
- Commandeur de l'ordre du Lion néerlandais

## Mandats et fonctions
- Membre de la Seconde Chambre des États généraux du royaume des Pays-Bas (province d'Anvers) : 1815-1818
- Membre des États provinciaux d'Anvers
- Membre de la Députation provinciale d'Anvers
- Bourgmestre d'Anvers : 1828-1830

## Sources
- Fiche sur Parlement.com
- "Biographie nationale de Belgique", Académie royale de Belgique